# Arborophila ardens
La arborófila de Hainan (Arborophila ardens) es una especie de ave galliforme de la familia Phasianidae.

## Distribución geográfica
Es endémica de las zonas boscosas de montaña de la isla de Hainan. 

## Alimentación
Se alimenta de semillas e insectos, incluyendo las termitas, que encuentra en la hojarasca del bosque. 

## Estado de conservación
Es considerada "vulnerable" por la UICN. Está amenazada por la perdida de hábitat causada por la deforestación, que ha sido considerable en la isla de Hainan, pasando de 17.000 kilómetros cuadrados de bosque en 1940 a 3000 kilómetros cuadrados en 1990. La segunda mayor amenaza para la especie es la caza para abastecer los mercados locales. La población se estimaba en 5000 ejemplares en 1999. Esta especie fue elegida como emblema de la provincia de Hainan, lo que podría contribuir a su preservación y protección del hábitat.